# قطعنامه ۱۸۰۲ شورای امنیت
قطعنامه ۱۸۰۲ شورای امنیت سازمان ملل متحد که در تاریخ ۲۳ فوریه ۲۰۰۸ تصویب شد، سندی بین‌المللی دربارهٔ اوضاع در تیمور شرقی است. این قطعنامه طی نشست ۵۸۴۴ام با ۱۵ رای موافق، ۰ مخالف و ۰ ممتنع تصویب شد.